# Srivaikuntam
Srivaikuntam es una ciudad y nagar Panchayat situada en el distrito de Thoothukudi en el estado de Tamil Nadu (India). Su población es de 15847 habitantes (2011). Se encuentra a 37 km de Thoothukudi y a 28 km de Tirunelveli.

## Demografía
Según el censo de 2011 la población de Srivaikuntam era de 15847 habitantes, de los cuales 7798 eran hombres y 8049 eran mujeres. Srivaikuntam tiene una tasa media de alfabetización del 87,80%, superior a la media estatal del 80,09%: la alfabetización masculina es del 92,87%, y la alfabetización femenina del 82,90%.